# Rivieraen
Rivieraen er landskabet langs det Liguriske havs nordkyst. Området er delt mellem Italien, Frankrig og Monaco. Af og til kaldes Italiens adriaterhavskyst for den adriatiske riviera.
Riviera er en generel betegnelse for en kyststrækning (ved hav eller sø) med badestrand, men anvendes også om kyststrækninger for – især – turister.

## Den Italienske Riviera (Riviera dei Fiori)
Den Italienske Riviera er den liguriske kyst øst og vest for Genova eller med andre ord: fra den franske grænse til Toscana. Mere præcist er Riviera di Levante kysten fra Genova til Toscana, mens Riviera di Ponente strækker sig fra Genova til toldstedet Ventimiglia ved grænsen til Frankrig.
Området er kendt for sit særdeles milde klima, som har gjort det til et velkendt og meget besøgt turistmål selv i vinterperioden. Mange af egnens byer og landsbyer er internationalt berømte som f.eks. Portofino, Bordighera, Lerici og Ventimiglia.
En bestemt strækning af Riviera di Ponente ligger på begge sider af San Remo, hvor der produceres massevis af snitblomster. Det har givet egnen tilnavnet Riviera dei Fiori (= Blomsternes Kyst)

## Den Franske Riviera (Côte d'Azur)
Den franske Riviera strækker sig fra grænsen til Italien og til Rhoneflodens delta. Den er kyst for Provence-området og bliver meget besøgt af turister fra Nordeuropa og de franske storbyer.
Kysten kaldes også Côte d'Azur (= Den azurblå kyst) efter havets intense, blå farve. Lyset er meget kraftigt, og det har gennem flere hundrede år tiltrukket kunstmalere, som har arbejdet i maleriske fiskerbyer langs havet.
De kendte steder langs den Franske Riviera omfatter bl.a.:
- Cannes (filmfestival)
- Grasse (parfumeproduktion)
- Nice (hovedby)
- Fyrstendømmet Monaco (spillekasino og motorløb)
- Departementet Vars kystlinje fra Fréjus til Toulon omfatter den mondæne badeby Saint-Tropez (jet-set)